# 詹姆斯·西華拉治
詹姆斯·西華拉治（羅馬化：Jēms Celvarāj，1950年11月21日—），又譯西華拉芝、史華拉治，馬來西亞男子羽球運動員。
詹姆斯·西華拉治在1974年至1976年的马来西亚全国羽毛球锦标赛連續三屆獲得男子單打冠軍。他曾代表馬來西亞參加1976年湯姆斯盃，在對陣衛冕的印尼隊時，與巫佛年搭檔雙打，先以4:15、1:15輸給紀明發/張鑫源組合，再以6:15、2:15輸給梁春生/洪耀龍組合；他同時也以第三單打身份出賽一場單打，以1:15、7:15輸給梁春生；最後全隊以0-9輸球而獲得亞軍。 他在1977年東南亞運動會羽毛球比賽獲得男子單打銅牌。
結束球員生涯後，詹姆斯·西華拉治成為一名國家級公務員。